# Halsbandastrild
De halsbandastrild (Nesocharis ansorgei) is een zangvogel uit de familie Estrildidae (prachtvinken).

## Verspreiding en leefgebied
Deze soort komt voor in de bergen van oostelijk Congo-Kinshasa, westelijk Oeganda, noordelijk Rwanda, Burundi en noordwestelijk Tanzania.